# Johannes Neumann
Pour les articles homonymes, voir Neumann.
Johannes Neumann (né le 1er juin 1817 à Köslin et mort le 13 juin 1886 à Posegnick (de), arrondissement de Gerdauen) est propriétaire terrien et député du Reichstag.

## Biographie
Neumann grandit à l'orphelinat Schindler de Berlin, puis étudie l'Académie royale d'État et d'agriculture d'Eldena (de) pendant un an et suit deux semestres de cours à l'Université de Berlin. Il se consacre à l'agriculture sur son domaine de Posegnick.
De 1873 à 1876, il est membre de la Chambre des représentants de Prusse et de 1874 à 1877 député du Reichstag pour la 10e circonscription de Königsberg avec le Parti libéral national .